# Barthold Heinrich Brockes
Barthold Heinrich Brockes, prononcé : Brook[e]s,, est un poète allemand né le 22 septembre 1680 et mort le 16 janvier 1747.

## Biographie
Il est né à Hambourg et fait ses études à la Gelehrtenschule des Johanneums. Il étudie la théorie du droit à Halle et, après de nombreux voyages en Italie, en France et aux Pays-Bas, s'installe à Hambourg en 1704. En 1720, il est nommé membre du sénat de Hambourg et chargé de plusieurs fonctions importantes. De 1735 à 1741, il devient Amtmann (huissier) à Ritzebüttel. Il meurt six ans plus tard à Hambourg.
Les œuvres poétiques de Brockes sont publiées dans une série de neuf volumes sous le titre Irdisches Vergnügen in Gott (1721–1748) ; il traduit également La Strage degli innocenti (1715) de Giambattista Marino, Essay on Man (1740) d'Alexander Pope et The Seasons (1745) de James Thomson. Sa poésie a peu de valeur intrinsèque, mais elle est symptomatique du changement qui s'opère dans la littérature allemande au début du XVIIIe siècle. Son livret Der für die Sünden der Welt gemarterte und sterbende Jesus (1712), également connu sous le nom de Passion selon Brockes, est l'un des premiers oratorios de la passion - une méditation libre et poétique sur la passion. Celui-ci devient assez populaire et est mis en musique par Reinhard Keizer (1712), Georg Philipp Telemann (1716), George Frideric Handel (1716), Johann Mattheson (1718), Johann Friedrich Fasch (1723), Gottfried Heinrich Stölzel (1725) et Johann Caspar Bachofen (1759), entre autres. Jean-Sébastien Bach en a également utilisé des parties dans sa Passion selon Saint-Jean (1724),.

## Postérité

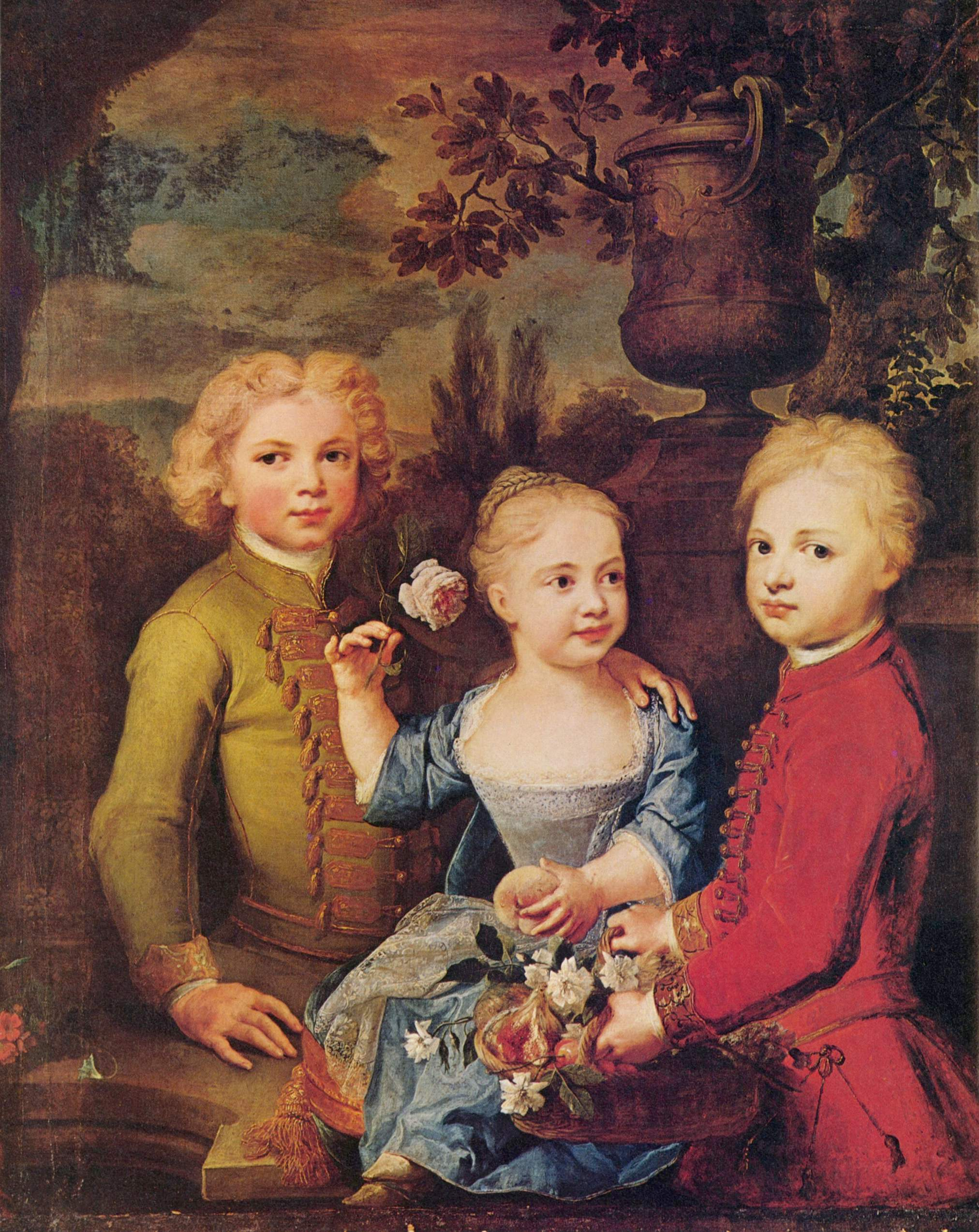
Les enfants de Brockes par Balthasar Denner

- À Hambourg-Mitte, la Brockesstraße, qui se situe entre le Musée des Arts et Métiers et le ZOB, porte son nom. En face, au Besenbinderhof, se trouvaient sa maison de jardin et son jardin. Une plaque commémorative a été installée au Gewerkschaftshaus en novembre 2016.
- La bourse "Barthold-Heinrich-Brockes-Stipendium" pour les traducteurs littéraires allemands, permet aux traducteurs expérimentés de prendre une année sabbatique.

## Œuvres

### Originales
- Der für die Sünde der Welt gemarterte und Sterbende Jesus (passion-oratorio, texte de 1712, mis en musique par Reinhard Keiser (1712), Georg Friedrich Händel (1716), Johann Friedrich Fasch (1717/19), Johann Mattheson (1718), Georg Philipp Telemann (1716) und Gottfried Heinrich Stölzel (1725)).
- Verteutschter Bethlehemitischer Kinder-Mord des Ritters Marino (d'après Strage degli Innocenti von Giambattista Marino), 1715.
- Irdisches Vergnügen in Gott, bestehend in Physicalisch- und Moralischen Gedichten (Gedichte, 9 Bde.), 1721–48.
- Aus dem Englischen übersetzter Versuch vom Menschen des Herrn Alexander Pope, 1740.
- Aus dem Englischen übersetzte Jahreszeiten des Herrn Thomson, 1744.

### Éditions critiques
- Barthold Heinrich Brockes: Selbstbiographie. Verdeutschter Bethlehemitischer Kinder-Mord. Gelegenheitsgedichte. Aufsätze. Werke, Band 1, hrsg. und kommentiert von Jürgen Rathje. Wallstein Verlag. Göttingen 2012,  (ISBN 978-3-8353-0982-1)
- Barthold Heinrich Brockes: Irdisches Vergnügen in Gott. Erster und Zweiter Teil. Werke, Band 2, hrsg. und kommentiert von Jürgen Rathje. Wallstein Verlag. Göttingen 2013,  (ISBN 978-3-8353-1192-3)
- Barthold Heinrich Brockes: Irdisches Vergnügen in Gott. Dritter und Vierter Teil. Werke, Band 3, hrsg. und kommentiert von Jürgen Rathje. Wallstein Verlag. Göttingen 2014,  (ISBN 978-3-8353-1512-9)
- Barthold Heinrich Brockes: Irdisches Vergnügen in Gott. Fünfter und Sechster Teil. Werke, Band 4, hrsg. und kommentiert von Jürgen Rathje. Wallstein Verlag. Göttingen 2016,  (ISBN 978-3-8353-1779-6)
- Barthold Heinrich Brockes: Irdisches Vergnügen in Gott. Siebenter und Achter Teil. Werke, Band 5, hrsg. und kommentiert von Jürgen Rathje. Wallstein Verlag. Göttingen 2020,  (ISBN 978-3-8353-3073-3)